# Camirus moestus
Camirus moestus är en insektsart som först beskrevs av Carl Stål 1862.  Camirus moestus ingår i släktet Camirus och familjen sköldskinnbaggar. Inga underarter finns listade i Catalogue of Life.